# اندی ریپلی (بازیکن فوتبال)
اندی ریپلی (انگلیسی: Andy Ripley؛ زادهٔ ۱۰ دسامبر ۱۹۷۵) بازیکن فوتبال اهل بریتانیا است.
از باشگاه‌هایی که در آن بازی کرده‌است می‌توان به باشگاه فوتبال دارلینگتون اشاره کرد.